# Tüzes alkony
A Tüzes alkony (eredeti címén: Old Gringo) 1989-ben bemutatott amerikai romantikus kalandfilm, melyet Luis Puenzo rendezett. A forgatókönyvet Puenzo és Aída Bortnik írta, Carlos Fuentes The Old Gringo című 1985-ös regénye alapján. A mexikói forradalom idején játszódó film főszereplője Jane Fonda, Gregory Peck és Jimmy Smits.

## Cselekmény
|  | Alább a cselekmény részletei következnek! |

A történet 1913 végén kezdődik, amikor két amerikai állampolgár egymástól függetlenül elhatározza, hogy Mexikóba megy. A fiatal nő, Harriet Winslow a Miranda nagybirtokos család haciendájára készül tanítónak. Ambrose Bierce híres, idősödő író talán élete utolsó kalandját keresi a mexikói forradalomban.
Chihuahua városában, szilveszter éjjelén mindketten találkoznak Tomás Arroyóval, a forradalom egyik tábornokával. Ő elviszi Harrietet az haciendára, ám ott nem a Miranda család várja az új tanítót, hanem huertista kormánykatonák, akikkel a forradalmárok harcba keverednek. Az öreg Bierce ugyan elbújik a lövöldözés elől, de végül a forradalmárok megérkező vonatát egy váltó átkapcsolásával úgy irányítja, hogy az áttörje az épület falát, így a forradalmároknak sikerül bejutniuk és győzelmet aratniuk.
Arroyo csapata ezután letáborozik az haciendában és hiába tudják, hogy a Torreón felé induló Pancho Villának szüksége lenne rájuk, nem mozdulnak el. Kiderül, hogy Arroyo valójában a Miranda család fejének törvénytelen fia, és most feltámad benne a kettős érzés: egyrészt harcolni szeretne a nagybirtokosok ellen a forradalom oldalán, másrészt kezdi érezni, hogy ő ennek a családnak az utolsó sarja és ez az érzés itt tartja az haciendán.
Bierce-nek és Arroyónak is megtetszik Harriet, ő is kedveli mindkét férfit, de végül Arroyóba lesz szerelmes. Bierce-t a forradalmárok jóindulatúan „berángatják” a csapattal utazó örömlányhoz, akivel beszélgetni kezd, de azt mondja, fizetni elvből nem fog. Ezért megegyeznek, hogy fizetség helyett egy könyvét adja oda a lánynak. Amikor később Harriet a lánnyal beszélget, meglátja nála a könyvet. Ekkor derül ki számára, hogy a férfi nem más, mint Ambrose Bierce, a híres író, akinek korábban minden művét elolvasta.
A legtöbb forradalmárhoz hasonlóan Bierce is azt szeretné, ha a csapat továbbindulna délre. Vitába keveredik Arroyóval és elégeti az hacienda tulajdonviszonyairól szóló papírokat. Arroyo annyira feldühödik ezen, hogy lelövi Bierce-t. Harriet a chihuahuai amerikai nagykövetségre megy bejelenteni a gyilkosságot, ám nem árulja el, hogy ki volt az áldozat. Azt hazudja, az apja volt az, aki valójában a kubai háborúban tűnt el, de anyja halottnak hitte, ezért éveken keresztül egy üres sírhelynél szokták gyászolni. Bierce egyszer arról mesélt Harrietnek, hogy őt is egy üres sírhely várja valahol, így ez a hasonlóság is hozzájárult ahhoz, hogy a lány szinte apjának kezdte érezni az írót.
A történet végén megjelenik Pancho Villa, aki engedetlenség miatt agyonlöveti barátját, Arroyót. Annak érdekében, hogy egy amerikai állampolgár meggyilkolásáért ne kerüljön kellemetlen helyzetbe, aláírat Harriettel egy papírt, miszerint Bierce nem gyilkosság áldozata lett, hanem őt is engedetlenség miatt kellett kivégezni. Ezért az aláírásért kapja meg cserébe Harriet az író testét, hogy otthon eltemethesse.
|  | Itt a vége a cselekmény részletezésének! |

## Szereplők
| Színész                | Szerep                | Magyar hang        |
| ---------------------- | --------------------- | ------------------ |
| Jane Fonda             | Harriet Winslow       | Menszátor Magdolna |
| Gregory Peck           | Ambrose Bierce        | Simon György       |
| Jimmy Smits            | Tomás Arroyo tábornok | Reviczky Gábor     |
| Patricio Contreras     | Frutos García ezredes | Melis Gábor        |
| Jenny Gago             | La Garduna            | Csere Ágnes        |
| Gabriela Roel          | La Luna               |                    |
| Sergio Calderón        | Zacarías              |                    |
| Guillermo Ríos         | Monsalvo              | Schnell Ádám       |
| Pedro Armendáriz Pardo | Pancho Villa          |                    |

## Fogadtatás
A film díjakat nem kapott, viszont 1990-ben Jane Fondát jelölték az Arany Málna-díj legrosszabb női főszereplő kategóriájában.

## Történelmi háttér
A film kevés valós elemet tartalmaz, körülbelül annyi benne a megtörtént esemény, hogy Ambrose Bierce valóban átment ezekben az időkben Mexikóba, és kapcsolatba került a forradalommal. Ám hogy hogyan halt meg, sőt, hogy meghalt-e egyáltalán a következő hónapokban, az máig sem tisztázott kérdés, rengetegféle elmélet létezik.